# Ponte di Flavos
Il Ponte di Flavos o Ponte Flaviano (in francese Pont Flavien) è un ponte romano che attraversa il fiume Touloubre a Saint-Chamas, nella regione delle Bocche del Rodano, nel sud della Francia. L'incrocio ad arco singolo, costruito in pietra calcarea, si trovava su una strada romana - la Via Julia Augusta - tra Placentia, l'Italia e Arles . È l'unico esempio rimasto di ponte romano delimitato da archi trionfali di età augustea; tuttavia ponti simili probabilmente esistevano altrove, come indicato da incisioni su monete della fine del I secolo a.C. È stato classificato come monumento storico nella lista dell'anno 1840.

## Origini e costruzione

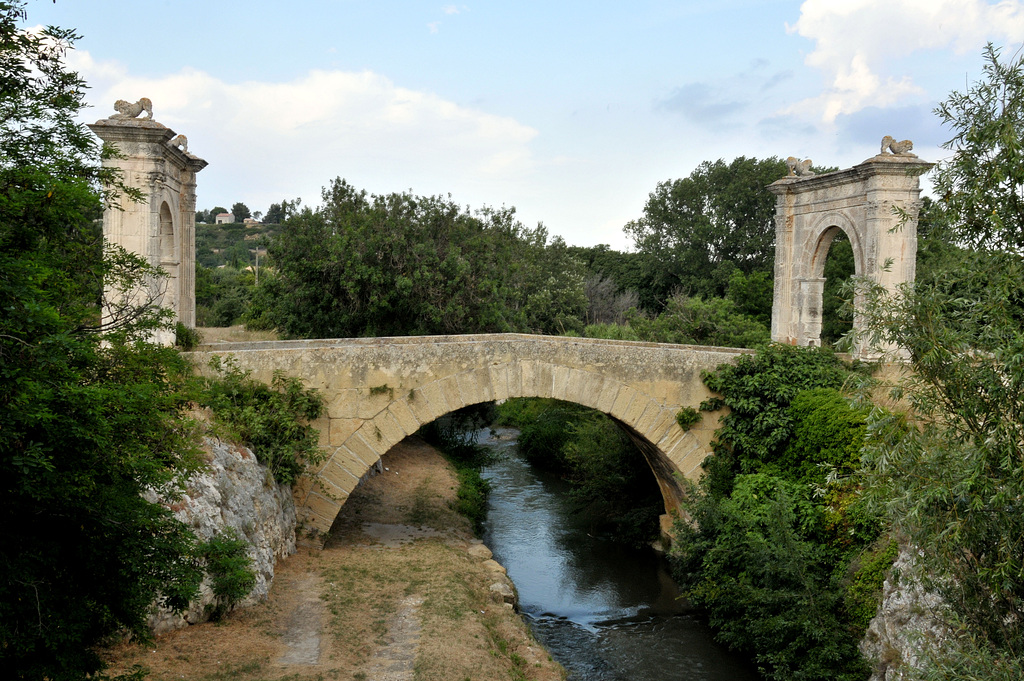
Vista laterale del Pont Flavien

Il ponte probabilmente ha rimpiazzato una struttura precedente in legno nello stesso luogo. Il ponte presenta una lunghezza di 21.4 metri (70 piedi) e un'ampiezza di 6.2 metri (20 piedi). I due archi agli estremi del ponte sono collocati a 7 metri (23 piedi) di altezza e sono costruiti con un'unica ampia arcata. Sono costruiti con la stessa pietra locale del ponte e sono più larghi che alti. Agli angoli degli archi si trovano paraste corinzie scanalate, alla sommità delle quali sono scolpite delle aquile. I rotoli d'acanto si estendono parzialmente lungo i frontoni, nel mezzo dei quali si trova un'iscrizione che recita:

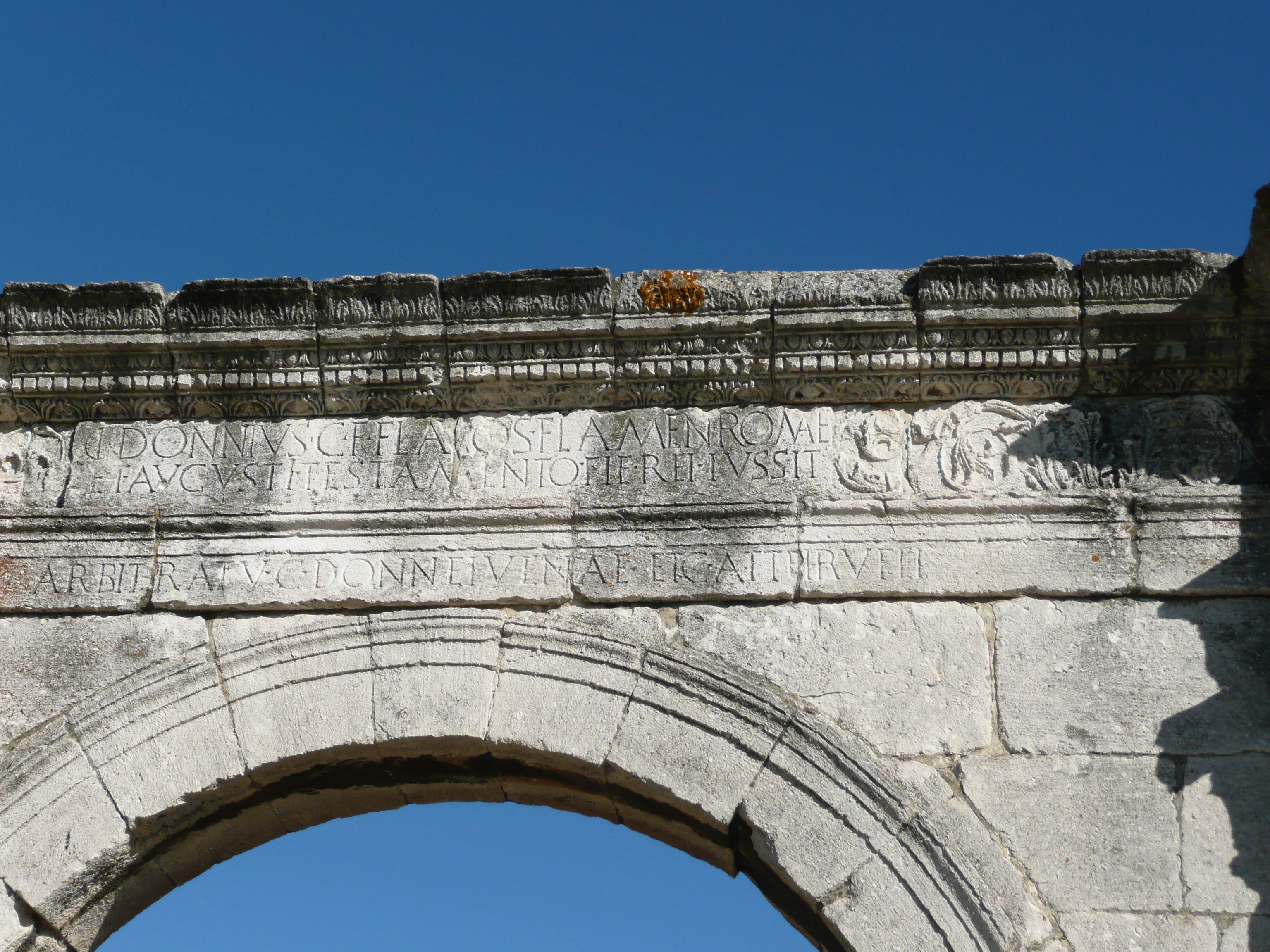
L'iscrizione sul Pont Flavien

L·DONNIVS·C·F·FLAVOS·FLAMEN·ROMAE
ET·AVGVSTI·TESTAMENTO·FIEREI·IVSSIT
ARBITRATV·C·DONNEI·VENAE·ET·C·ATTEI·RVFEI
La traduzione è la seguente:
Lucius Donnius, figlio di Caio, Flavos, flamine [sacerdote] di Roma e Augusto, ha ordinato nella sua volontà che [questo monumento] sia costruito sotto la direzione di Caius Donnius Vena e Caius Attius Rufius.
Evidentemente Lucius Donnius Flavos era una figura di una certa importanza e si ritiene possedesse terreni nelle vicinanze del ponte. Era un Gallo romanizzato, presumibilmente un aristocratico degli Avatici, una tribù gallica locale; svolse anche un ruolo significativo negli affari della vicina città di Arelate (Arles), poiché serviva il culto imperiale, molto probabilmente in uno dei templi della città. Potrebbe aver costruito il suo mausoleo nelle vicinanze, anche se la sua posizione rimane tuttora sconosciuta.
Come indica l'inscrizione, il ponte fu costruito su iniziativa di Flavos dopo la sua morte. I suoi elementi stilistici sono tipici dei monumenti funerari. Il fregio degli archi, decorato con un motivo a onde, simboleggia la costante rinascita della vita. Anche le aquile scolpite sopra i capitelli e le coppie di leoni in piedi sui frontoni degli archi sono caratteristiche comuni delle tombe e, nel caso dei leoni, erano popolari in Provenza nella seconda parte del I secolo a.C. La combinazione di archi e del ponte potrebbe essere stata volta a simboleggiare il passaggio della vita. Poiché il Pont Flavien era un monumento privato, esso non aveva l'immagine trionfale normalmente associata agli archi romani e non presenta alcun ritratto di Flavos. Molto probabilmente sarebbe stato rappresentato in figura presso la sua tomba, ma questa, supponendo che fosse nelle vicinanze, è scomparsa da tempo.
Negli anni '20 a.C., Marco Vipsanio Agrippa portò a termine un programma di costruzione di strade in Provenza per conto dell'imperatore Augusto, costruendo in questo modo la Via Julia Augusta. Questo avrebbe dato a Flavos l'opportunità di lasciare il segno in modo molto visibile, proclamando la sua dedizione ai valori romani e sottolineando l'importanza del proprio personaggio. Considerando anche la probabile datazione degli elementi stilistici, il Pont Flavien è stato quasi certamente costruito tra il 20 e il 10 a.C.

## Utilizzo e successivo ripristino

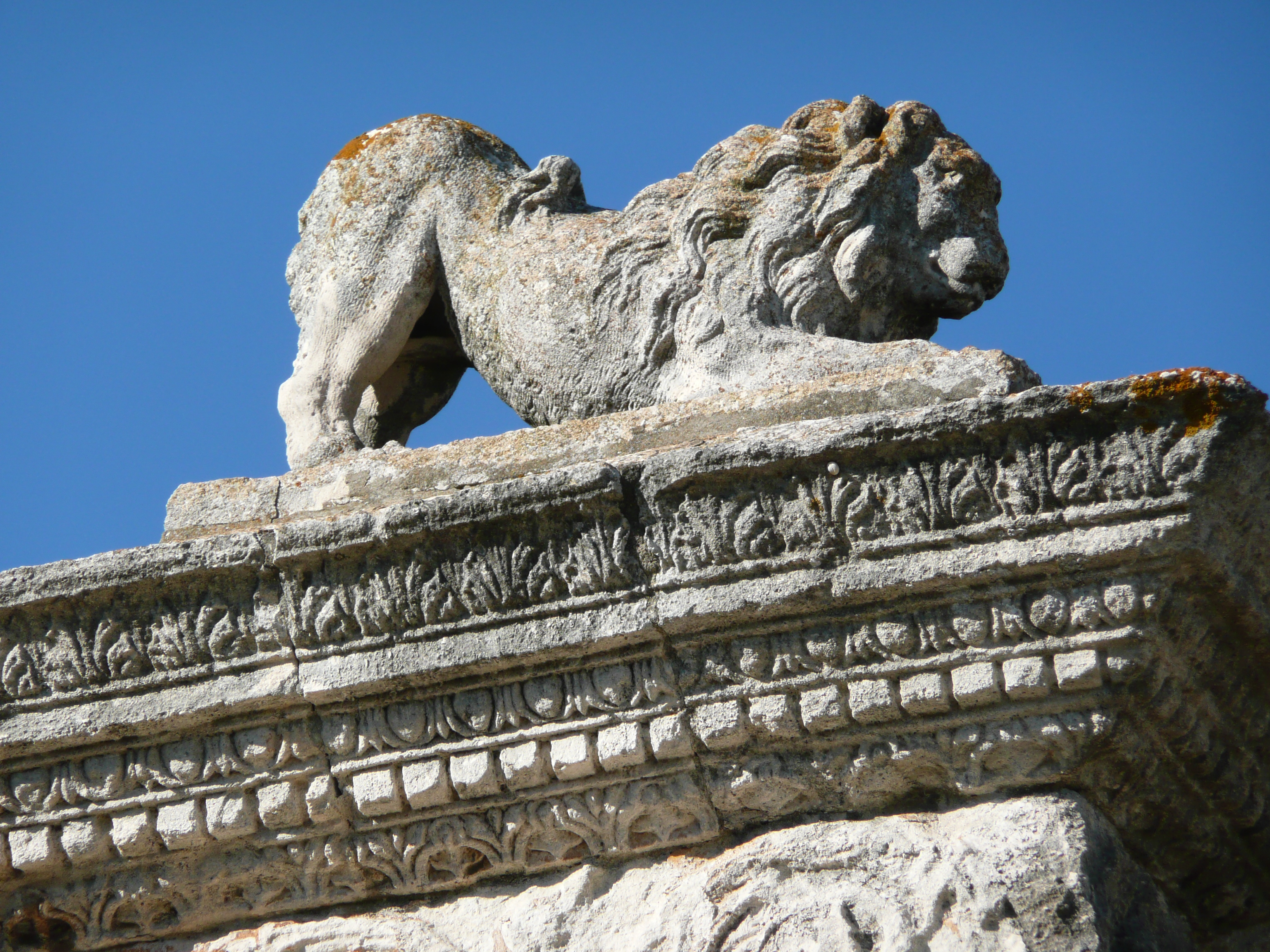
Uno dei leoni in pietra in cima agli archi del Pont Flavien

Il ponte è stato ampiamente utilizzato fino alla fine del XX secolo. Nel corso degli anni ha subito molti segni di usura e danni accidentali. Alla fine dell'antichità, la carreggiata era stata così consumata dal traffico costante di carri da esporre le pietre dell'arco. La carreggiata è stata più volte riasfaltata per evitare il crollo del ponte ed è stato sostituito anche il parapetto. Il ponte era un punto di sosta tradizionale per i Compagnons du Tour de France, artigiani specializzati che organizzavano visite ai monumenti notevoli in tutto il paese e che lasciavano i loro graffiti (comprese firme e simboli tra cui ferri di cavallo e un fallo) sul ponte.
L'arco occidentale è crollato almeno due volte: la prima fu nel XVIII secolo, e il crollo distrusse i leoni di pietra in cima al frontone. L'arco fu ricostruito nel 1763 da Jean Chastel, che restaurò le sculture a sua volta  (l'unico leone originale superstite si trova sul lato destro dell'arco orientale). Il secondo crollo avvenne durante la seconda guerra mondiale: inizialmente l'arco fu danneggiato quando un carro armato tedesco si scontrò con esso, poi crollò quando un camion americano lo colpì nel 1945. L'arco fu ricostruito nel 1949 e alcuni anni dopo fu costruito anche un moderno ponte 50 metri (160 pedi) più a sud, al fine di aggirarlo. Il Pont Flavien è ora riservato al solo uso pedonale. Nel 1977 fu effettuato uno scavo archeologico da parte delle Antiquités Historiques de Provence sotto la direzione di Anne Roth Congés; successivamente venne messo in atto il miglioramento degli aspetti paesaggistici dell'area circostante.